# Parma Basket
El BC Parma (ruso БК Парма) es un equipo ruso de baloncesto profesional de la ciudad de Perm, que actualmente milita en la VTB United League. Disputa sus partidos en el Universal Sports Palace Molot, con capacidad para 7000 espectadores.

## Historia
El Parma Basket se fundó en 2012 con la base de la Academia de Baloncesto de la ciudad y el apoyo del Ministerio del Deporte de la región de Perm. Comenzó su andadura en la Superliga 2, la tercera división del baloncesto ruso, pero al año siguiente ascendió un peldaño hasta la Superliga 1.
El 22 de febrero de 2016 se produjo un hito en la corta historia del club, al ganar por sorpresa la Copa de Rusia derrotando en la final al BC Zenit San Petersburgo por 97-65.
Desde la temporada 2016-17 compite en la VTB United League.
En la temporada 2018-2019 gana por segunda vez la Copa de Rusia al derrotar en la final al BC Nizhni Nóvgorod por 73-67.

## Trayectoria
| Temporada | Nivel | Liga          | Pos. | G–P   | Copa de Rusia    | Competiciones europeas | Competiciones europeas | Competiciones europeas |
| --------- | ----- | ------------- | ---- | ----- | ---------------- | ---------------------- | ---------------------- | ---------------------- |
| 2012–13   |       | Higher League | 4º   |       |                  |                        |                        |                        |
| 2013–14   | 2     | Super League  | 12º  |       |                  |                        |                        |                        |
| 2014–15   | 2     | Super League  | 5º   | 20–12 |                  |                        |                        |                        |
| 2015–16   | 2     | Super League  | 4º   | 18–15 | Campeón          |                        |                        |                        |
| 2016–17   | 1     | United League | 13º  | 1–23  | Semifinalista    |                        |                        |                        |
| 2017–18   | 1     | United League | 11º  | 7–17  | Cuartos de final | 4 FIBA Europe Cup      | 2QR                    | 2–1–1                  |
| 2018–19   | 1     | United League | 13º  | 5–21  | Campeón          |                        |                        |                        |

## Palmarés
- Copa de Rusia (2): 2016, 2019.